# Fraorte
Fraorte, in greco antico: Φραόρτης?; persiano antico 𐎳𐎼𐎺𐎼𐎫𐎡𐏁, Fravartiš o Frâda (... – 653 a.C.), figlio di Deioce, fu il secondo re dell'Impero dei Medi. Come suo padre prima di lui, mosse guerra all'Impero neo-assiro ma fu sconfitto e ucciso in battaglia dalle truppe di re Assurbanipal (regno 668- 627 a.C.)..

## Biografia
Tutte le informazioni su di lui provengono da Erodoto. Secondo lo storico greco (1.102), Fraorte era il figlio di Deioce e guidò l'unione delle tribù dei Medi. Soggiogò Persiani e Parti mentre era ancora un vassallo dei re assiri Esarhaddon (regno 681-669 a.C.) e Assurbanipal (regno 668- 627 a.C.), procedendo poi ad assoggettare altre nazioni dell'antico Iran. Dopo un governo di ventidue anni (c. 675-653 a.C.), cadde in battaglia contro gli Assiri mossisi per riaffermare il loro dominio sui Medi, Persiani e Parti che Fraorte ormai comandava come un "Impero nomade". 
Dopo la morte di Fraorte, gli Sciti invasero la Media e la controllarono per un periodo di ventotto anni. Ciassare, figlio ed erede di Fraorte, uccise i capi sciti e si autoproclamò Re dei Medi.
Fraorte è comunemente identificato con Kashtariti (o Kashtaritu, Xšathrita), un capo dei Medi, sebbene alcuni studiosi considerino dubbia tale identificazione. Parimenti, alcuni studiosi presumono che il regno di Fraorte sia stato più lungo, fino a cinquantatré anni: c. 678-625 a.C.

### Fonti
- Erodoto, Storie.

### Studi
- (EN) Medvedskaya I, PHRAORTES, in Encyclopædia Iranica, 2004.